# Królowie ulicy
Królowie ulicy (tytuł oryg. Street Kings) – amerykański film kryminalny z 2008 roku, powstały na podstawie noweli Jamesa Ellroya.

## Opis fabuły
Los Angeles, lata dziewięćdziesiąte. Tom Ludlow należy do specjalnej jednostki policji pod dowództwem kapitana Jacka Wandera. Tom w niekonwencjonalny sposób załatwia sprawy policji, a jego szef "sprząta" po nim i jego jednostce. Do Ludlowa dochodzą informacje, że jego były partner, detektyw Terrence Washington, "sypie" na temat jego pracy. Pragnąc dać mu nauczkę, podąża za nim po pracy do jednego z przydrożnych sklepów, gdzie nieoczekiwanie dochodzi do napadu, a Washington zostaje zabity na oczach Ludlowa, który od tej pory pragnie dorwać jego morderców. Tom zostaje wyłączony ze sprawy i prowadzi dochodzenie na własną rękę.

## Obsada
- Keanu Reeves – detektyw Tom Ludlow
- Forest Whitaker – kapitan Jack Wander
- Hugh Laurie – kapitan James Biggs
- Chris Evans – detektyw Paul Diskant
- Cedric the Entertainer – Scribble
- Jay Mohr – sierżant Mike Clady
- Terry Crews – detektyw Terrence Washington
- Naomie Harris – Linda Washington
- Common – Coates
- The Game – Grill
- Amaury Nolasco – detektyw Cosmo Santos